# مايك تيزدايل
مايك تيزدايل (بالإنجليزية: Mike Teasdale)‏ هو لاعب كرة قدم بريطاني في مركز ظهير ‏، ولد في 28 يوليو 1969 في إلغين في المملكة المتحدة. لعب مع نادي دندي.